# Campusbron

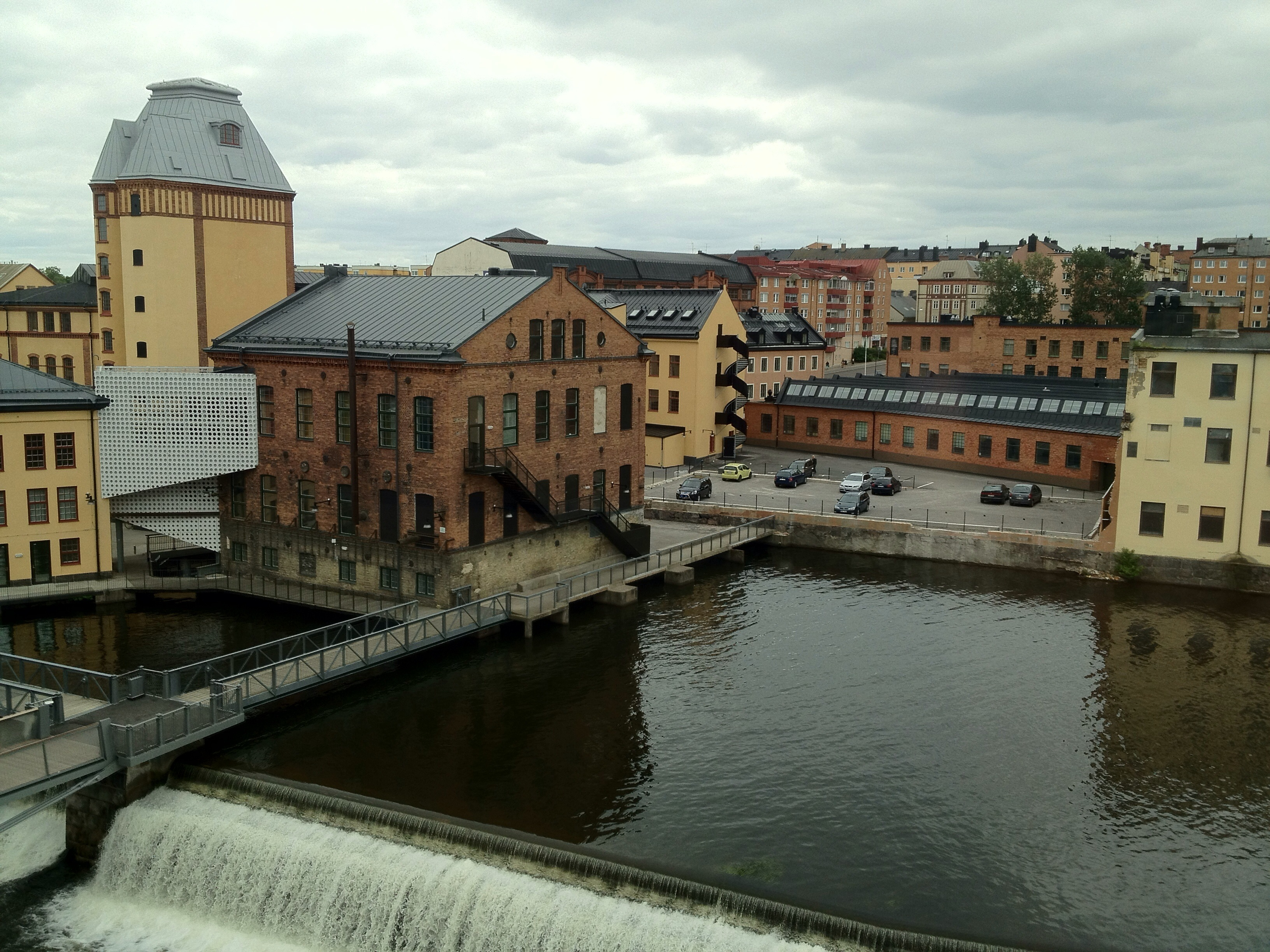
Södra delen av Campusbron i stadsdelen Berget, 2012

Campusbron är en gångbro över Motala ström i Norrköping mellan stadsdelarna Berget och Nordantill. Den byggdes 2012 för att knyta samman Linköpings universitets Campus Norrköpings lokaler i Kåkenhus med de i Kopparhammaren på olika sidor av strömmen. Den var den första bron som byggdes med den lokaliseringen.